# When You're Strange
When You're Strange is een documentaire uit 2009 van Tom DiCillo over de Amerikaanse band The Doors. In tegenstelling tot de bekende film over The Doors van Oliver Stone uit 1991 bestaat deze documentaire alleen uit archiefmateriaal. Johnny Depp heeft zijn stem verleend aan deze documentaire. De definitieve versie is op diverse festivals vertoond en kwam officieel uit in april 2010.